# 河合勇人
河合 勇人（かわい はやと、1969年2月15日 - ）は、日本の映画監督、テレビドラマ演出家。愛知県刈谷市出身。日本大学藝術学部卒。

## 来歴
大学卒業後、相米慎二監督『あ、春』をはじめ、堤幸彦監督『トイレの花子さん』『ケイゾク』、本広克行監督『サトラレ』『踊る大捜査線 THE MOVIE 2 レインボーブリッジを封鎖せよ!』、黒木和雄監督『美しい夏キリシマ』、崔洋一監督『血と骨』など、数多くの作品にて助監督を務める。2003年、フジテレビ『深夜も踊る大捜査線2』で演出家デビュー。2008年、『花影』で長編映画監督としてデビュー。

## 監督作品

### 映画
- 花影（2008年）
- ハチミツドロップス（2009年）
- 映画 鈴木先生（2013年）
- 俺物語!!（2015年）
- チア☆ダン〜女子高生がチアダンスで全米制覇しちゃったホントの話〜（2017年）
- 兄に愛されすぎて困ってます（2017年）[2]
- ニセコイ（2018年）
- 初恋ロスタイム（2019年）[3]
- かぐや様は告らせたい〜天才たちの恋愛頭脳戦〜（2019年）[4]
  - かぐや様は告らせたい〜天才たちの恋愛頭脳戦〜ファイナル（2021年）
- 貴族降臨 -PRINCE OF LEGEND-（2020年）
- 都会のトム&ソーヤ（2021年）[5]
- 総理の夫（2021年）[6]
- 身代わり忠臣蔵（2024年）
- 言えない秘密（2024年）

### テレビ
- 月曜ドラマスペシャル　金田一耕助シリーズ『獄門島』（1997年5月5日、TBS）
- 深夜も踊る大捜査線2（2003年、フジテレビ）
- 生涯指揮者・岩城宏之（2006年、NHK）
- おじいさん先生・熱闘篇（2007年、日本テレビ）
- 鈴木先生（2011年、テレビ東京）
- SKE48のマジカル・ラジオ（2011年、日本テレビ）
- 数学♥女子学園（2012年、日本テレビ）
- こんなのアイドルじゃナイン!?（2012年、日本テレビ）
- スプラウト（2012年、日本テレビ）
- Piece（2012年、日本テレビ）
- 心療中-in the Room-（2013年、日本テレビ）
- ぴんとこな（2013年、TBS）
- ハードナッツ! 〜数学girlの恋する事件簿〜（2013年、NHK BSプレミアム）
- トクソウ（2014年、WOWOW）
- 近キョリ恋愛〜Season Zero〜（2014年、日本テレビ）
- お兄ちゃん、ガチャ（2015年、日本テレビ）
- テレビ朝日21世紀新人シナリオ大賞 化石の微笑み（2015年、テレビ朝日）
- 黒崎くんの言いなりになんてならない（2015年、日本テレビ）[7]
- ダメな私に恋してください（2016年、TBSテレビ）
- 特集ドラマ スリル!〜赤の章・黒の章〜（2017年、NHK）
- 兄に愛されすぎて困ってます（2017年、日本テレビ）
- 愛してたって、秘密はある。（2017年、日本テレビ）
- 連続ドラマW「春が来た」（2018年、WOWOW） [8]
- PRINCE OF LEGEND（2018年、日本テレビ）
  - 貴族誕生 -PRINCE OF LEGEND-（2019年、日本テレビ）
- DASADA（2020年、日本テレビ）
- アリバイ崩し承ります（2020年、テレビ朝日）
  - アリバイ崩し承りますスペシャル（2024年、テレビ朝日）
- FAKE MOTION -卓球の王将-（2020年、日本テレビ）
- 未来への10カウント（2022年、テレビ朝日）
- ゼイチョー〜「払えない」にはワケがある〜（2023年、日本テレビ）
- アンサンブル（2025年、日本テレビ）

### 配信ドラマ
- 全裸監督（2019年、Netflix）
- トークサバイバー!（2022年、Netflix）

## その他作品
- リトル・フォレスト 夏/秋・冬/春（2014年・2015年） - 企画